# Kosten van ziekten
Kosten van Ziekten in Nederland is een langlopende studie van het Rijksinstituut voor Volksgezondheid en Milieu (RIVM). De studie geeft antwoord op vragen als:
- Wat kost een ziekte?
- Zijn er verschillen in zorgkosten naar leeftijd of sekse?
- Welk deel van de geneesmiddelenuitgaven is aan kanker besteed?

Deze vragen beantwoordt Kosten van Ziekten door eerst de totale kosten van de Nederlandse zorguitgaven te verdelen naar diagnose, leeftijd, geslacht, aanbieder, zorgfunctie en financieringsbron.
Eind 2013 is de meest recente Kosten van Ziektenstudie uitgevoerd. Daarbij zijn de cijfers over 2011 berekend. De tabellen van de studie zijn volledig gepubliceerd op Volksgezondheidenzorg.info.
Kosten van ziekten is gemaakt door het Rijksinstituut voor Volksgezondheid en Milieu in samenwerking met het Centraal Bureau voor de Statistiek en de afdeling Maatschappelijke Gezondheidszorg van de Erasmusuniversiteit. Het is een onderdeel van de Volksgezondheid Toekomst Verkenning. Opdrachtgever is het Ministerie van Volksgezondheid, Welzijn en Sport.

## Gebruik van de studie
Kosten van Ziekten speelt indirect een belangrijke rol in debatten over de kosten van vergrijzing, omdat het de enige Nederlandse studie is die de totale kosten van zorg verdeelt naar ziekte, leeftijd en geslacht. Door studies over meerdere peiljaren samen te voegen kan bovendien een trendmatig beeld worden geschetst.
Het Centraal Planbureau benut de studie dan ook bij het verkennen van toekomstige zorguitgaven. Ook onderzoeksbureau Nyfer maakt in verkenningen gebruik van de studie. De studie wordt op expliciet verzoek van de minister van VWS betrokken bij het in 2013 door de SER op te leveren advies ‘betaalbare zorg voor toekomstige generaties’.  
Kosten van Ziekten is daarnaast een basis voor verder wetenschappelijk onderzoek. Bijvoorbeeld voor het berekenen van de kosten van het laatste levensjaar en het verband tussen stijgende zorguitgaven en toenemende levensverwachting. 
Voor de Volksgezondheid Toekomst Verkenning raamt Kosten van Ziekten de toekomstige zorguitgaven.